# Воробей Роман Володимирович
Роман Володимирович Воробей (нар. 7 червня 1995, Волинська область, Україна) — український футболіст, захисник.

## Життєпис
Вихованець луцької «Волині», у команді з 2007 року. У ДЮФЛУ відіграв за луцький клуб 70 матчів, відзначився 5-а голами. Виступав за юнацьку (U-19) та молодіжну (U-21) команду лучан. Потім виступав за «Ласку» (Боратин) у чемпіонаті Волинської області, а також захищав кольори ОДЕКу в чемпіонаті Рівненської області. У футболці оржевського колективу також виступав в аматорському чемпіонаті України. У серпні 2017 року повернувся до «Волині», у складі якої зіграв 14 матчів (1 гол) у Першій лізі. Другу частину сезону 2017/18 років знову захищав кольори ОДЕКу.